# Olivia Levison
Olivia Wilhelmine Rosalia Levison (født 30. juni 1847, død 11. april 1894), var en dansk forfatter og skribent.
Hun skrev skønlitteratur og deltog i datidens politiske debat, først og fremmest for kvindernes ligestilling. Det sidste skete mest i Politiken, hvor hun var en af de første bidragydere uden for redaktionen. Hun var datter af Frederikke V. Bendix og Esaias Levison, der var lærer ved den jødiske drengeskole fra 1822-1872. Hun blev gift i august 1888 med den svenske musikkritiker H. Sandström, tog hans efternavn og rejste til Stockholm. I 1891 blev de skilt og hun rejste tilbage til København.

## Forfatterskab
Som 25-årig i 1872 udkom hun med novellesamlingen "Min første bog" og senere kom novellesamlingen "Gjæringstid" i 1881. Et udvalg af hendes noveller er udgivet af Pil Dahlerup og Mette Tønnesen i 1989 under titlen "Udveje". I 1887 udgav hun romanen "Konsulinden".

I Politiken (udkom første gang 1. oktober 1884) bidrog hun med 54 artikler og debatindlæg, mange om kvindefrigørelse, men også om mange andre emner. Her i blandt:

- 04-10-1884 artiklen "Kvindespørgsmålet hjemme og ude" (under pseudonymet Silvia Bennet).
- 19-10-1884 boganmeldelsen "Goncourt'ernes sidste Bog".
- 10-11-1884 artiklen "Kvinder og Selvhjælp" (om syerskers ringe løn).
- 18-12-1885 artiklen "Piger og Fruer" (om et møde i Dansk Kvindesamfund om tjenestepigernes sag).
- 06-03-1886 artiklen "Det ser ud som en Tanke" (om kvindesagen - se citat)
- 12-03-1886 artiklen "Almueskolen".
- 08-02-1887 artiklen "Kvindfolk" (der fører til en skarp debat med både August Strindberg og Bjørnstjerne Bjørnson, to af tidens største forfattere, om kvindesagen).
- 03-02-1887 artiklen "Sædelighedsmøder" (om den såkaldte Sædelighedsfejde)
- 14-03-1887 artiklen "Hypnotismens Fremtid".
- 03-05-1887 essayet "Foraarsfornemmelser".
- 24-01-1888 artiklen "Vinternøden".
- 05-03-1888 artiklen "Skolelærerindeeksamen".

## Nekrolog
Efter sin død skrev Georg Brandes hendes nekrolog i Politiken d. 13. april 1894. Den slutter således:
"I sin Tro på Videnskaben, i sin Foragt for Indskrænkethed og Fordom, i sin Kærlighed til Frihed og Fornuft var hun Magnetnaalsikker; ikke selv de haardeste lidelser havde nogen Magt over det i hendes Væsen, der var hendes egen Religion."